# Moravskoslezská fotbalová liga
La Morasvkoslezská fotbalová liga, o MSFL, è una delle due terze divisioni semiprofessionali del campionato ceco di calcio, assieme alla Česka fotbalová liga.

## Formula
La Morasvkoslezská fotbalová liga è nata nel 1991, assieme alla MSFL come terza serie del campionato cecoslovacco di calcio, andando a sostituire la II. Česká národni liga.

La squadra prima classificata viene promossa in Druhá Liga. Le ultime due classificate vengono retrocessa in 4. liga.

## Squadre 2022-2023
- Banik Ostrava B
- Blansko
- ČSK Uherský Brod
- Frýdek-Místek
- BFK Frydlant nad Ostravici
- Hanácká
- Hlučín
- Hodonín
- Hranice
- Rosice
- Slovacko B
- Uničov
- Velké Meziříčí
- Viktoria Otrokovice
- Vrchovina
- Vítkovice
- Zlin B
- Znojmo

## Albo d'oro
| Anno      | Vincitore         | Secondo posto     |
| --------- | ----------------- | ----------------- |
| 1991-92   | Znojmo            | Frýdek-Místek     |
| 1992-93   | Frýdek-Místek     | ŽD Bohumín        |
| 1993-94   | Slovácká          | ČSK Uherský Brod  |
| 1994-95   | Slušovice         | Tatran Poštorná   |
| 1995-96   | Vítkovice         | ČSK Uherský Brod  |
| 1996-97   | Synot             | Baník Ratíškovice |
| 1997-98   | NH Ostrava        | Baník Ratíškovice |
| 1998-99   | Baník Ratíškovice | Dolní Benešov     |
| 1999-2000 | Holice            | Vysočina Jihlava  |
| 2000-01   | Sigma Olomouc B   | Kunovice          |
| 2001-02   | Kunovice          | Dolní Kounice     |
| 2002-03   | Drnovice          | Baník Ostrava B   |
| 2003-04   | Hanácká           | Dosta Bystrc      |
| 2004-05   | 1. HFK Olomouc    | Hlučín            |
| 2005-06   | Jakubčovice       | Dosta Bystrc      |
| 2006-07   | Fulnek            | Mutěnice          |
| 2007-08   | Sigma Olomouc B   | Znojmo            |
| 2008-09   | Hlučín            | Znojmo            |
| 2009-10   | Znojmo            | 1. HFK Olomouc    |
| 2010-11   | Opava             | 1. HFK Olomouc    |
| 2011-12   | 1. HFK Olomouc    | Frýdek-Místek     |
| 2012-13   | Fotbal Třinec     | Frýdek-Místek     |
| 2013-14   | Opava             | Sigma Olomouc B   |
| 2014-15   | Sigma Olomouc B   | Hanácká           |
| 2015–16   | Prostějov         | Vítkovice         |
| 2016–17   | Uničov            | Sigma Olomouc B   |